# Раздорът
„Раздорът“ (на френски: La zizanie) е френска кинокомедия от 1978 г. на френския кинорежисьор Клод Зиди. Сценарият е на Клод Зиди и Мишел Фабър. Главната роля на Гийом Добре-Лаказ се изпълнява от френския киноартист Луи дьо Фюнес. В ролята на Бернадет Добре-Лаказ участва френската киноактриса Ани Жирардо. През 1979 г. филмът получава наградата „Златен екран“ в Германия.

## Сюжет
Внимание:  Текстът по-долу разкрива сюжета на произведението (или части от него)!
Гийом е собственик на фабрика, която произвежда техника за контрол и пречистване на мръсния въздух. Жена му Бернадет се занимава с отглеждане на цветя, но когато Гийом унищожава нейната цветна градина Бернадет отива да живее в хотел. С много усилия Гийом я склонява да се върне пак в къщи, но между тях започва война.

## В ролите
| Актьор            | Роля               |
| ----------------- | ------------------ |
| Луи дьо Фюнес     | Гийом              |
| Ани Жирардо       | Бернадет           |
| Морис Риш         | Глупакът           |
| Жан-Жак Моро      | Бригадирът         |
| Женевиев Фонтанел | мадам Бергер       |
| Жак Франсоа       | Префектът          |
| Жорж Стаке        | Работникът-делегат |